# Amstrad PC 1640
Amstrad PC 1640 (PC 1640) је професионални рачунар фирме Амстрад (Amstrad) који је почео да се производи у Уједињеном Краљевству током 1986. године.
Користио је Intel 8086 микропроцесорску јединицу а RAM меморија рачунара је имала капацитет од 640 KB. 
Као оперативни систем кориштен је MS DOS 3.2.

## Детаљни подаци
Детаљнији подаци о рачунару PC 1640 су дати у табели испод.
|                       |                                                             |
| 1640                  |                                                             |
| Произвођач            | Амстрад                                                     |
| Тип                   | професионални рачунар                                       |
| Меморија              | 640                                                         |
| Поријекло             | Уједињено Краљевство                                        |
| Година                | 1986                                                        |
| Тастатура             |                                                             |
| Процесор              | 8086                                                        |
| Фреквенција процесора | 8                                                           |
| RAM                   | 640                                                         |
| ROM                   | 64                                                          |
| Текст                 | 40 x 25 / 80 x 25                                           |
| Графика               | Сви EGA графички модови (највише: 640 x 350)                |
| Боја                  | 16 од 64                                                    |
| Звук                  | мали звучник                                                |
| Димензије             | Главна јединица / монитор : 32,8 x 38,1 x 34,3 cm / 13,6 kg |
| Портови               |                                                             |
| Оперативни систем     |                                                             |